# Jamburuhosakoppa, Shikarpur
Jamburuhosakoppa là một làng thuộc tehsil Shikarpur, huyện Shimoga, bang Karnataka, Ấn Độ.